# Heimat- und Brauereimuseum Pleinfeld
Das Heimat- und Brauereimuseum ist das Heimatmuseum der Marktgemeinde Pleinfeld im mittelfränkischen Landkreis Weißenburg-Gunzenhausen. Es befindet sich im Alten Vogteischloss und enthält das erste Brauereimuseum Mittelfrankens. 

## Geschichte
Im Jahre 1984 richtete die Gemeinde Pleinfeld zum 500. Jubiläum des 1486 verliehenen Pleinfelder Marktrechts im Alten Vogteischloss ein Heimatmuseum ein. Da das Brauereihandwerk in Pleinfeld eine lange, inzwischen vergessene Tradition besitzt, erweiterte man das Museum um den Bereich des Brauereiwesens. Diese Abteilung befindet sich im Dachgeschoss des Museums.
Das Heimatmuseum zeigt Zeugnisse der Ortsgeschichte seit dem Mittelalter, eine Fotoausstellung „Alt-Pleinfeld“, Handwerkerstuben, bäuerliches Haus- und Arbeitsgerät, Pflüge, Kutschen und Schlitten, bemalte Schränke und alte Trachten, sakrale Kunstgegenstände und eine forstwirtschaftliche Sammlung. Im Treppenhaus stehen zwei alte Turmuhren. Ein Gerät der früheren Landesvermessung, der Reichenbach-Distanzmesser, ist ebenfalls ausgestellt. In der Brauerei-Abteilung werden Geräte und Materialien zur Bierherstellung und zum Biertransport, wie Fässer und Flaschen, gezeigt.